# 신트라 노면전차

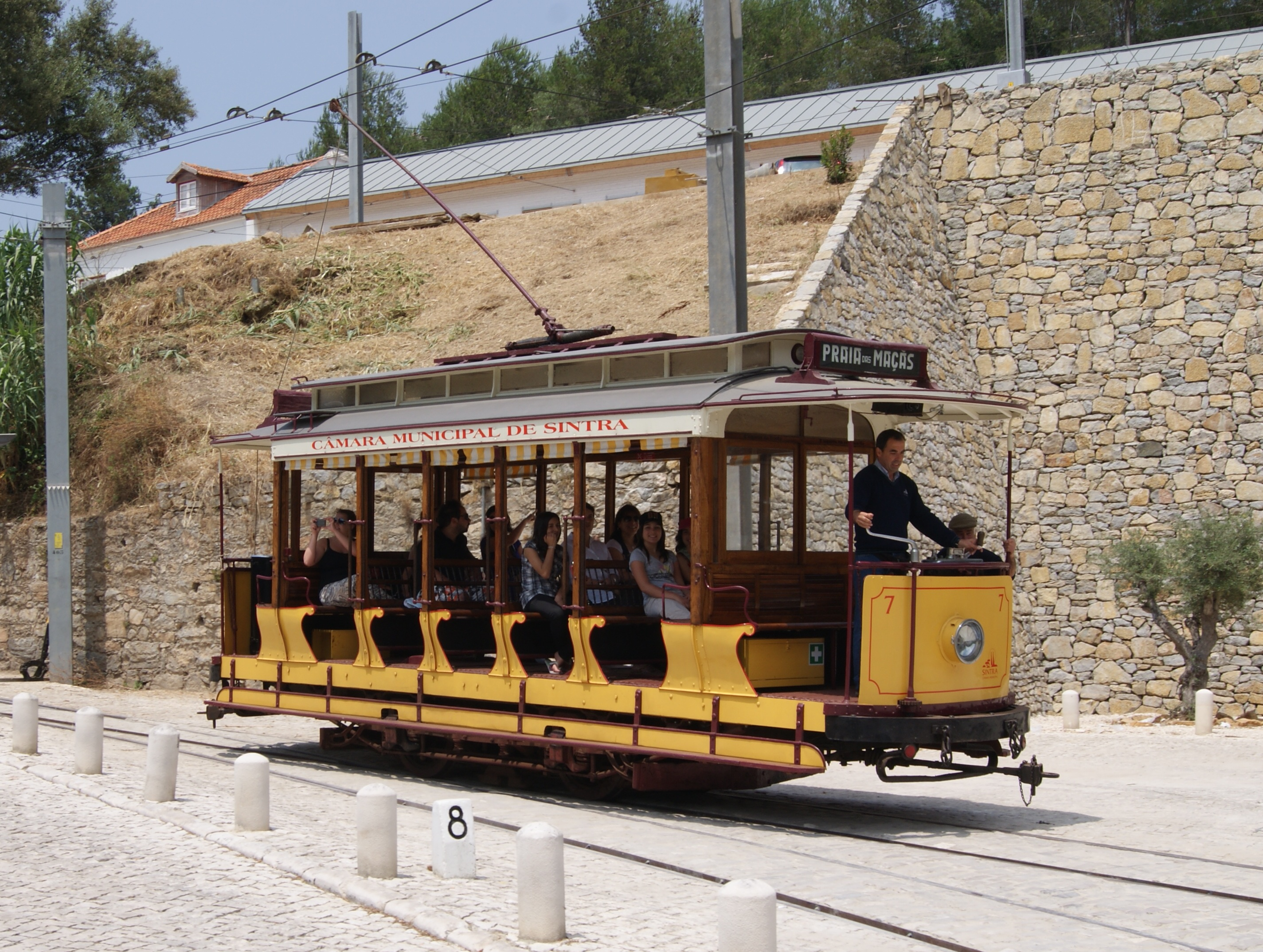
신트라 노면전차

신트라 노면전차(포르투갈어: Elétricos do Sintra)는 포르투갈 신트라에서 운영되는 협궤 노면전차다. 신트라와 프라이아다스마상스를 연결하며 총 8개의 정거장이 있다. 길이는 약 11.5 킬로미터 (7.1 mi)다.